# Primeira Divisão 1959-60
La Primeira Divisão 1959/60 fue la 26.ª edición de la máxima categoría de fútbol en Portugal. Benfica ganó su 10° título.

## Tabla de posiciones
| Pos. | Equipo               | Pts. | PJ | G  | E | P  | GF | GC | Dif. | Clasificación                                |
| ---- | -------------------- | ---- | -- | -- | - | -- | -- | -- | ---- | -------------------------------------------- |
| 1    | Benfica (C)          | 45   | 26 | 20 | 5 | 1  | 72 | 27 | +45  | Clasificado a la Copa de Campeones de Europa |
| 2    | Sporting de Portugal | 43   | 26 | 19 | 5 | 2  | 82 | 20 | +62  |                                              |
| 3    | Belenenses           | 36   | 26 | 15 | 6 | 5  | 58 | 25 | +33  |                                              |
| 4    | Porto                | 30   | 26 | 13 | 4 | 9  | 48 | 36 | +12  |                                              |
| 5    | CUF Barreiro         | 25   | 26 | 10 | 5 | 11 | 36 | 39 | −3   |                                              |
| 6    | Académica de Coimbra | 25   | 26 | 8  | 9 | 9  | 40 | 41 | −1   |                                              |
| 7    | Vitoria Guimarães    | 23   | 26 | 8  | 7 | 11 | 47 | 43 | +4   |                                              |
| 8    | Leixões              | 23   | 26 | 8  | 7 | 11 | 48 | 56 | −8   |                                              |
| 9    | Sporting da Covilhã  | 22   | 26 | 8  | 6 | 12 | 32 | 49 | −17  |                                              |
| 10   | Lusitano             | 21   | 26 | 6  | 9 | 11 | 32 | 55 | −23  |                                              |
| 11   | Atlético CP          | 21   | 26 | 7  | 7 | 12 | 34 | 46 | −12  |                                              |
| 12   | Braga                | 20   | 26 | 6  | 8 | 12 | 24 | 39 | −15  |                                              |
| 13   | Vitória Setúbal (D)  | 18   | 26 | 5  | 8 | 13 | 26 | 52 | −26  | Descenso a Segunda Divisão                   |
| 14   | Boavista (D)         | 12   | 26 | 4  | 4 | 18 | 27 | 81 | −54  | Descenso a Segunda Divisão                   |

 Fuente: RSSSF
|                               |
| Campeón SL Benfica 10° título |

## Resultados
| Local \ Visitante    | ACA | ACP | BEL | BEN | BOA | BRA | CUF | LEI | LUS | POR | SCP | SCO | VGU | VSE |
| -------------------- | --- | --- | --- | --- | --- | --- | --- | --- | --- | --- | --- | --- | --- | --- |
| Académica de Coimbra | —   | 1–0 | 0–5 | 0–2 | 6–2 | 0–0 | 0–2 | 8–1 | 1–1 | 1–0 | 2–2 | 5–1 | 0–0 | 0–0 |
| Atlético CP          | 2–2 | —   | 1–1 | 0–4 | 4–0 | 1–0 | 2–2 | 4–2 | 3–1 | 0–0 | 1–1 | 4–0 | 3–3 | 2–0 |
| Belenenses           | 1–2 | 4–1 | —   | 0–0 | 8–0 | 4–4 | 2–1 | 4–0 | 4–0 | 1–0 | 1–0 | 1–0 | 3–1 | 1–2 |
| Benfica              | 5–1 | 2–1 | 1–2 | —   | 9–0 | 2–0 | 2–1 | 1–1 | 5–3 | 2–1 | 4–3 | 2–1 | 4–1 | 4–1 |
| Boavista             | 1–3 | 3–2 | 0–1 | 0–2 | —   |     | 0–3 | 1–1 | 4–2 | 1–5 | 2–5 | 1–1 | 2–1 | 3–1 |
| Braga                | 2–0 | 0–0 | 1–4 | 0–3 | 3–1 | —   | 1–5 | 1–0 | 0–0 | 0–0 | 0–2 | 3–0 | 5–0 | 1–1 |
| CUF Barreiro         | 1–1 | 1–0 | 1–0 | 1–5 | 1–0 | 2–0 | —   | 1–3 | 1–1 | 2–0 | 0–1 | 1–2 | 1–1 | 3–1 |
| Leixões              | 1–1 | 2–0 | 1–1 | 1–2 | 4–2 | 2–0 | 3–1 | —   | 2–1 | 2–2 | 1–2 | 6–0 | 1–1 | 5–0 |
| Lusitano             | 1–0 | 4–1 | 2–2 | 2–3 | 1–0 | 0–0 | 2–1 | 3–2 | —   | 0–3 | 2–2 | 0–0 | 1–0 | 1–1 |
| Porto                | 3–1 | 4–0 | 2–3 | 2–2 | 2–1 | 1–2 | 5–0 | 4–2 | 3–1 | —   | 1–4 | 2–0 | 3–2 | 1–0 |
| Sporting de Portugal | 2–1 | 3–0 | 2–0 | 1–1 | 5–0 | 4–0 | 2–0 | 5–1 | 6–0 | 6–1 | —   | 4–0 | 1–1 | 8–0 |
| Sporting da Covilhã  | 4–0 | 3–1 | 0–0 | 1–4 | 4–0 | 1–0 | 2–3 | 2–2 | 3–2 | 3–1 | 0–1 | —   | 0–0 | 1–1 |
| Vitoria Guimarães    | 1–3 | 3–0 | 2–5 | 1–1 | 5–1 | 1–0 | 3–1 | 7–1 | 7–0 | 0–1 | 0–3 | 4–1 | —   | 0–1 |
| Vitória Setúbal      | 1–1 | 0–1 | 1–0 | 2–3 | 2–2 | 5–1 | 0–0 | 2–1 | 1–1 | 0–1 | 1–7 | 1–2 | 1–2 | —   |